# Microcreagrina cavicola
Microcreagrina cavicola är en spindeldjursart som beskrevs av Volker Mahnert 1993. Microcreagrina cavicola ingår i släktet Microcreagrina och familjen spinnklokrypare. Inga underarter finns listade i Catalogue of Life.